# Euphorbia balakrishnanii
Euphorbia balakrishnanii es una especie fanerógama perteneciente a la familia de las euforbiáceas. Es endémica de la India en el Distrito de Tirunelveli.

## Taxonomía
Euphorbia balakrishnanii fue descrita por Binojk. & Gopalan y publicado en Rheedea 8: 67. 1998.
Etimología
Ver: Euphorbia Eimología
balakrishnanii: epíteto otorgado en honor del  botánico hindú Nambiyath Puthansurayil Balakrishnan (1935 - ).
Sinonimia
- Chamaesyce balakrishnanii (Binojk. & Gopalan) V.S.Raju	[4]